# Eureka, San Luis Potosí
Eureka är en ort i Mexiko.   Den ligger i kommunen Aquismón och delstaten San Luis Potosí, i den centrala delen av landet, 240 km norr om huvudstaden Mexico City. Eureka ligger 265 meter över havet och antalet invånare är 335.
Terrängen runt Eureka är kuperad norrut, men söderut är den bergig. Runt Eureka är det ganska tätbefolkat, med 207 invånare per kvadratkilometer. Närmaste större samhälle är Tamcuime, 2,9 km norr om Eureka. I omgivningarna runt Eureka växer huvudsakligen savannskog.